# Rue de l'Ave-Maria
Rue de l'Ave-Maria je ulice v Paříži v historické čtvrti Marais. Nachází se ve 4. obvodu.

## Poloha
Ulice vede od křižovatky s Rue Saint-Paul a končí na křižovatce s Rue du Fauconnier, kde na ni navazuje Rue du Figuier.

## Historie
Po vybudování městských hradeb za vlády Filipa II. Augusta na konci 12. století vznikla v hradbách městská brána Barré. Ulice, která jí procházela, se nazývala Rue Barré. Tato brána se nacházela v prostorách dnešního domu č. 20.
Ulice získala své jméno podle bývalého ženského kláštera Ave-Maria zrušeného za Francouzské revoluce v roce 1790, který se v těchto místech rozkládal. Klášter byl přeměněn na vojenská kasárna.

## Zajímavé objekty
- dům č. 11: vstup na Square Marie-Trintignant
- dům č. 15: pozůstatky městských hradeb
- dům č. 22: původně klášter Ave-Maria přeměněný na kasárna